# 나의 첫 번째 슈퍼스타
《나의 첫 번째 슈퍼스타》(영어: The High Note)는 2020년에 개봉한 미국의 코미디 드라마 영화이다.

## 줄거리
리듬 앤 블루스 전설 그레이스는 10년째 새 앨범을 내지 않고 공연만 하고 있다. 매니저 잭은 라스베이거스 스트립 전속 공연 계약까지 추진한다. 한편 음악 제작자를 꿈꾸며 홀로 그레이스의 음원을 믹싱해보곤 하던 개인 비서 매기는 음악가 지망생 데이비드를 만나 자신이 전문 제작자라고 거짓말을 하고 두 사람은 데모 제작에 들어가는데...

## 출연
- 다코타 존슨 - 매기 셔우드 역
- 트레이시 엘리스 로스 - 그레이스 데이비스 역
- 켈빈 해리슨 주니어 - 데이비드 클리프 역
- 아이스 큐브 - 잭 로버트슨, 그레이스의 매니저 역
- 조이 차오 - 케이티 역
- 조너선 프리먼 - 마틴 역
- 준 다이앤 레이필 - 게일 역
- 데니즈 액데니즈 - 스펜서 클리프 역
- 빌 풀먼 - 맥스, 라디오 DJ인 매기의 아빠 역
- 에디 이자드 - 댄 디킨스 역
- 디플로 - 리치 윌리엄스 역
- 유진 코데로 - 세스 역
- 마크 에번 잭슨 - 앨릭 역
- 멜러니 그리피스 - 테스 역
- 파베시 치나 - 세탁소 업자 역
- 비앙카 로페즈 - 주스 매장 직원 역